# هاجيمي ماتسوموتو
هاجيمي ماتسوموتو هو كاتب وسياسي ياباني، ولد في 1974 في طوكيو في اليابان.